# Beooster Eede-Hoogland van Sint Kruis
Beooster Eede-Hoogland van Sint Kruis is de naam van een polder ten zuiden van Sint Kruis, behorend tot de Polders rond Aardenburg.
Het betreft een polder van grote oppervlakte, 1835 ha. Ze werd, na de inundaties van 1583 en 1621, waarbij ook de in 1611 aangelegde Sint-Pietersdijk werd doorgestoken, in 1651 herdijkt. Toen in 1672 de Fransen vanuit het zuiden oprukten werd de polder geïnundeerd, op het Hoogland na, dat van kaden werd voorzien en buiten de inundatie bleef.
In 1687 werd de polder weer herdijkt. Het Hoogland werd afzonderlijk beheerd om pas in 1820 in de Beooster Eede te worden opgenomen.
Toen in 1664 de definitieve grens tussen de Noordelijke en de Zuidelijke Nederlanden werd vastgesteld, kwam het 500 ha grote oostelijke deel van de polder in België te liggen. Het Nederlandse deel bedraagt 1335 ha.
In de polder liggen vele kreekrestanten: In Nederland: Groote Gat, Oude Biezenkreek, Valeiskreek, Eekloose Watergang, Kruiskreek en Blokkreek. In België: Hollandersgatkreek, Blokkreek en Vrouwkenshoekkreek. Het Toniobosje is een klein natuurgebied bij Sint Kruis.
In de polder ligt het dorp Sint Kruis, de buurtschappen Smedekensbrugge, Vuilpan en Moershoofde. In het Belgische deel ligt bovendien de buurtschap Hondseinde.
De polder wordt begrensd door de Sint-Pietersdijk, de Eedeweg, de Dopersweg, de Sara Beijtsweg, het Leopoldkanaal (ongeveer), de Beoostereedepolderdijk, de Hontseindestraat, de Gravenweg en de Buitendijk.